# 撒き散らすもの (クルアーン)

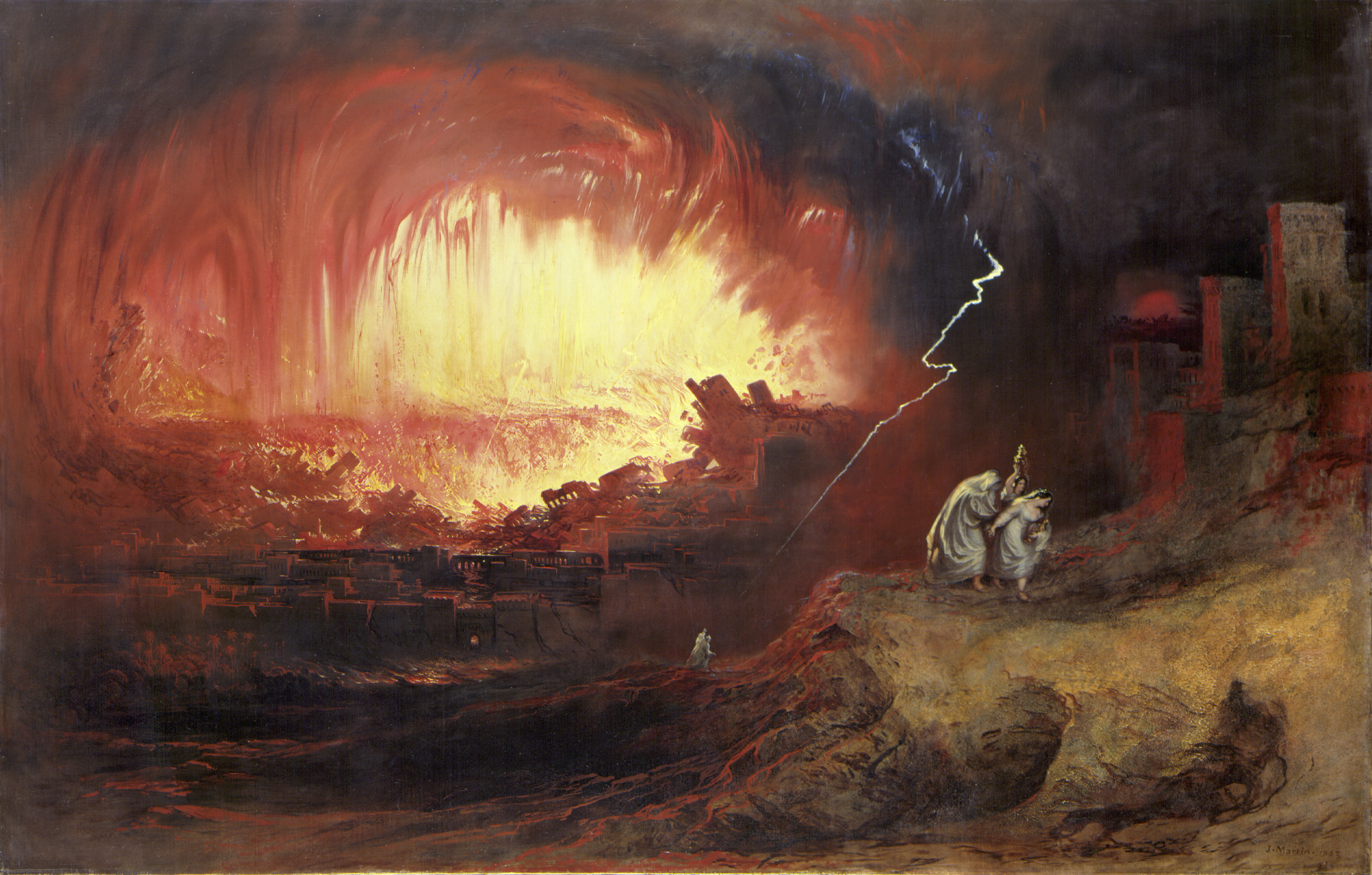
滅ぼされる町

『撒き散らすもの』とは、クルアーンにおける第51番目の章（スーラ）。60の節（アーヤ）から成る。マッカ啓示に分類される。

## 内容
冒頭の「広く撒き散らす（風）にかけて」から、この題名が採られている。
審判の日と来世について述べられている。